# Red Bull RB21
La Red Bull RB21 è una monoposto di Formula 1 realizzata dalla scuderia Red Bull Racing per prendere parte dal campionato mondiale di Formula 1 2025 e presentata ufficialmente il 25 febbraio 2025.

## Livrea
La livrea del team anglo-austriaco rimane molto simile a quelle delle stagioni precedenti.
Nel Gran Premio del Giappone, come celebrazione dell'ultimo anno con la motorizzazione Honda, la livrea del team presenta una colorazione bianca e rossa, riferimento sia alla bandiera giapponese ma anche al sessantennale della prima vettura nipponica capace di vincere un gran premio, la Honda RA272 del 1965.

## Scheda tecnica
| Caratteristiche tecniche - Red Bull RB21                                 | Caratteristiche tecniche - Red Bull RB21                                                                               | Caratteristiche tecniche - Red Bull RB21                                                                               | Caratteristiche tecniche - Red Bull RB21                                                                               | Caratteristiche tecniche - Red Bull RB21                                                                               | Caratteristiche tecniche - Red Bull RB21                                                                               |
| Configurazione                                                           | Configurazione | Configurazione | Configurazione | Configurazione | Configurazione |
| ------------------------------------------------------------------------ | --- | --- | --- | --- | --- |
| Carrozzeria: monoposto                                                   | Carrozzeria: monoposto                                                                                                 | Posizione motore: centrale                                                                                             | Posizione motore: centrale                                                                                             | Trazione: posteriore                                                                                                   | Trazione: posteriore                                                                                                   |
| Dimensioni e pesi                                                        | | | | | |
| Posti totali: 1                                                          | Posti totali: 1 | Bagagliaio: assente | Bagagliaio: assente | Serbatoio: 110 | Serbatoio: 110 |
| Meccanica                                                                | | | | | |
| Tipo motore: Honda RBPTH003 V6 turbo ibrido 1.6 litri con bancate di 90° | Tipo motore: Honda RBPTH003 V6 turbo ibrido 1.6 litri con bancate di 90°                                               | Tipo motore: Honda RBPTH003 V6 turbo ibrido 1.6 litri con bancate di 90°                                               | Cilindrata: 1600 cm³                                                                                                   | Cilindrata: 1600 cm³                                                                                                   | Cilindrata: 1600 cm³                                                                                                   |
| Distribuzione: Bialbero a 4 valvole per cilindro con punterie idrauliche | Distribuzione: Bialbero a 4 valvole per cilindro con punterie idrauliche                                               | Distribuzione: Bialbero a 4 valvole per cilindro con punterie idrauliche                                               | Alimentazione: iniezione diretta con turbocompressore                                                                  | Alimentazione: iniezione diretta con turbocompressore                                                                  | Alimentazione: iniezione diretta con turbocompressore                                                                  |
| Prestazioni motore                                                       | Potenza: 1020 CV | Potenza: 1020 CV | Potenza: 1020 CV | Potenza: 1020 CV | Potenza: 1020 CV |
| Accensione: Elettronica Honda                                            | Accensione: Elettronica Honda                                                                                          | Accensione: Elettronica Honda                                                                                          | Impianto elettrico: Honda                                                                                              | Impianto elettrico: Honda                                                                                              | Impianto elettrico: Honda                                                                                              |
| Frizione: in carbonio multidisco a comando idraulico                     | Frizione: in carbonio multidisco a comando idraulico                                                                   | Frizione: in carbonio multidisco a comando idraulico                                                                   | Cambio: sequenziale 8 marce + RM a comando semiautomatico sequenziale                                                  | Cambio: sequenziale 8 marce + RM a comando semiautomatico sequenziale                                                  | Cambio: sequenziale 8 marce + RM a comando semiautomatico sequenziale                                                  |
| Telaio                                                                   | | | | | |
| Corpo vettura                                                            | monoscocca a nido d'ape con fibra di carbonio                                                                          | monoscocca a nido d'ape con fibra di carbonio                                                                          | monoscocca a nido d'ape con fibra di carbonio                                                                          | monoscocca a nido d'ape con fibra di carbonio                                                                          | monoscocca a nido d'ape con fibra di carbonio                                                                          |
| Sterzo                                                                   | servoassistito a pignone e cremagliera                                                                                 | servoassistito a pignone e cremagliera                                                                                 | servoassistito a pignone e cremagliera                                                                                 | servoassistito a pignone e cremagliera                                                                                 | servoassistito a pignone e cremagliera                                                                                 |
| Sospensioni                                                              | anteriori: pull-rod / posteriori: push-rod                                                                             | anteriori: pull-rod / posteriori: push-rod                                                                             | anteriori: pull-rod / posteriori: push-rod                                                                             | anteriori: pull-rod / posteriori: push-rod                                                                             | anteriori: pull-rod / posteriori: push-rod                                                                             |
| Freni                                                                    | anteriori: freni a disco Brembo in carbonio autoventilati / posteriori: freni a disco Brembo in carbonio autoventilati | anteriori: freni a disco Brembo in carbonio autoventilati / posteriori: freni a disco Brembo in carbonio autoventilati | anteriori: freni a disco Brembo in carbonio autoventilati / posteriori: freni a disco Brembo in carbonio autoventilati | anteriori: freni a disco Brembo in carbonio autoventilati / posteriori: freni a disco Brembo in carbonio autoventilati | anteriori: freni a disco Brembo in carbonio autoventilati / posteriori: freni a disco Brembo in carbonio autoventilati |
| Pneumatici                                                               | Pirelli / Cerchi: 18 pollici                                                                                           | Pirelli / Cerchi: 18 pollici                                                                                           | Pirelli / Cerchi: 18 pollici                                                                                           | Pirelli / Cerchi: 18 pollici                                                                                           | Pirelli / Cerchi: 18 pollici                                                                                           |
| Fonte dei dati: Oracle Red Bull Racing                                   | | | | | |

## Carriera agonistica

### Stagione
L'avvio di stagione si rivela complesso per la scuderia, che risulta meno competitiva rispetto alla rivale McLaren. Se Verstappen riesce comunque ad ottenere un apprezzabile secondo posto nel GP inaugurale (complice un errore della McLaren di Piastri) e un quarto posto in Cina, Lawson fatica ad adattarsi alla monoposto, risultando fra i piloti più lenti del gruppo sia in qualifica che in gara. Il neozelandese viene poi retrocesso dalla gara in Giappone in RB col nipponico Yūki Tsunoda che si classifica dodicesimo, mentre Verstappen riesce a vincere dopo essere partito dalla prima piazza. In Bahrein  però la scuderia conferma l'enorme stato di difficoltà con l'olandese solo sesto mentre Tsunoda si classifica nono al traguardo. Nel successivo appuntamento in Arabia Saudita Tsunoda termina anticipatamente la sua gara, per via di un contatto ad inizio gara, mentre Verstappen sigla la pole position, chiudendo poi secondo in gara anche a causa di una penalità. Nelle successive due gare Verstappen conquista altre due partenze al palo, se a Miami chiude quarto è invece a Imola che massimizza la sua prestazione in qualifica, tornando alla vittoria e dominando il weekend di gara, Tsunoda si piazza invece decimo in entrambe le gare, si distingue soprattutto nel weekend imolese, rimontando dall'ultimo posto in griglia dopo aver subito un tremendo incidente nelle qualifiche.
Dopo questa gara il team palesa ancora molte difficoltà specialmente con Tsunoda che non riesce mai a cogliere punti, mentre il pilota olandese riesce solo a cogliere un secondo posto a Montréal, una pole position in Gran Bretagna, dove chiude poi questa gara in quinta posizione, ed una vittoria nella Sprint Race in Belgio chiudendo poi la gara lunga in quarta posizione. Nell'ultimo appuntamento prima della pausa estiva la squadra palesa ancora evidenti difficoltà: Tsunoda è solo diciassettesimo al traguardo mentre Verstappen arriva nono al termine della corsa.

## Piloti
| Piloti ufficiali         | Piloti ufficiali | Piloti ufficiali |
| Nazione                  | Nome             | Numero           |
| ------------------------ | ---------------- | ---------------- |
| Paesi Bassi (bandiera)   | Max Verstappen   | 1                |
| Nuova Zelanda (bandiera) | Liam Lawson      | 30               |
| Giappone (bandiera)      | Yūki Tsunoda     | 22               |
| Pilota di riserva        |                  |                  |
| Nazione                  | Nome             | Numero           |
| Francia (bandiera)       | Isack Hadjar     | 6                |
| Giappone (bandiera)      | Ayumu Iwasa      | 37               |
| Regno Unito (bandiera)   | Arvid Lindblad   | 36               |

## Risultati in Formula 1
| Anno | Team            | Motore     | Gomme | Piloti     |     |    |    |   |     |     |    |    |    |    |     |    |    |    |  |  |  |  |  |  |  |  |  |  | Punti | Pos. |
| ---- | --------------- | ---------- | ----- | ---------- | --- | -- | -- | - | --- | --- | -- | -- | -- | -- | --- | -- | -- | -- |  |  |  |  |  |  |  |  |  |  | ----- | ---- |
| 2025 | Red Bull Racing | Honda RBPT | P     | Verstappen | 2   | 43 | 1  | 6 | 2   | 4   | 1  | 4  | 10 | 2  | Rit | 5  | 41 | 9  |  |  |  |  |  |  |  |  |  |  | 194   | 4º   |
| 2025 | Red Bull Racing | Honda RBPT | P     | Lawson     | Rit | 12 |    |   |     |     |    |    |    |    |     |    |    |    |  |  |  |  |  |  |  |  |  |  | 194   | 4º   |
| 2025 | Red Bull Racing | Honda RBPT | P     | Tsunoda    |     |    | 12 | 9 | Rit | 106 | 10 | 17 | 13 | 12 | 16  | 15 | 13 | 17 |  |  |  |  |  |  |  |  |  |  | 194   | 4º   |

| Legenda | 1º posto     | 2º posto | 3º posto    | A punti         | Senza punti/Non class.  | Grassetto – Pole position Corsivo – Giro più veloce Apice – Risultato Sprint (A punti) |
| Legenda | Squalificato | Ritirato | Non partito | Non qualificato | Solo prove/Terzo pilota | Grassetto – Pole position Corsivo – Giro più veloce Apice – Risultato Sprint (A punti) |